# Young Folks
«Young Folks» es el primer sencillo del tercer álbum de Peter Bjorn and John, Writer's Block, publicado en 2006. La canción cuenta con la participación de Victoria Bergsman del grupo The Concretes como vocalista invitada.
Al principio, la canción empezó a generar noticia en websites tales como MySpace o YouTube, y fue también usada en gran número de anuncios comerciales y series de televisión. Ya a partir de mediados de 2007 la canción ganó difusión en las radios estadounidenses, principalmente en radios de dance como la KNHC/Seattle, KNGY/San Francisco y The Beat de Sirius Satellite.
En la gira de Peter Bjorn and John por Australia, la parte de Victoria Bergsman fue interpretada por Tracey-Anne Campbell de la banda Camera Obscura. El grupo interpretó la canción en el Late Night with Conan O'Brien el 29 de enero de 2007, y en el The Tonight Show con Jay Leno el 18 de mayo. El 29 de septiembre del mismo año, la banda interpretó "Young Folks", acompañados de Victoria Bergsman, en el Friday Night with Jonathan Ross de la BBC1.
El sencillo fue relanzado el 17 de septiembre de 2007, alcanzando el número 13 en el Reino Unido, batiendo la posición del original que alcanzó el número 33 en 2006.

## Listado de canciones

### Disco de vinilo
1. «Young Folks» feat. Victoria Bergsman
2. «Ancient Curse»

### CD
1. «Young Folks» feat. Victoria Bergsman
2. «Ancient Curse»
3. «All Those Expectations»

## Posicionamiento en listas
| Listas (2006-2007)                                        | Mejor posición |
| --------------------------------------------------------- | -------------- |
| Alemania (Offizielle Deutsche Charts)                     | 31             |
| Australia (ARIA)                                          | 42             |
| Bélgica (Flandes) (Ultratip Bubbling Under)               | 2              |
| Bélgica (Valonia) (Ultratip Bubbling Under)               | 7              |
| Canadá (Nielsen SoundScan)                                | 26             |
| Estados Unidos (Billboard Bubbling Under Hot 100 Singles) | 10             |
| Finlandia (OFC)                                           | 9              |
| Irlanda (IRMA)                                            | 24             |
| Países Bajos (Mega Single Top 100)                        | 75             |
| Reino Unido (UK Singles Chart)                            | 13             |

## Uso de "Young Folks"
- "Young Folks" ha aparecido en:

- en la película Bandslam
- en la película 21: blackjack (2008)
- Tema principal de la serie Cuestión de sexo de la cadena televisiva Cuatro (2007)

- en Supermodelo 2007 de Cuatro (2007)

- el episodio "Let the Angels Commit" de Grey's Anatomy
- el episodio "Monday Night Football" de How I Met Your Mother el 5 de febrero de 2007
- el fashion show de la colección Primavera 2007 de Banana Republic
- la campaña navideña Throwie de MTV Australia, que consistió en lanzar 2000 LEDs fosforescentes para iluminar los edificios de Sídney
- la transmisión de los partidos de béisbol en la estación WLUR-FM de la Washington and Lee University
- un comercial para AT&T
- las nuevas pautas publicitarias para el relanzamiento de Sky Movies.
- en el anuncio promocional australiano de la serie Californication
- en un anuncio comercial de los supermercados franceses Champion
- en un anuncio comercial de Napster
- en un anuncio comercial de la compañía celular Personal y Levi's
- en un anuncio comercial del proveedor belga de internet Telenet
- en un anuncio comercial del operador portugués de telefonía móvil Optimus
- en un anuncio comercial de Budweiser
- en el videojuego FIFA 08
- en el anuncio del videojuego Lips para Xbox 360
- en el episodio piloto de la serie televisiva americana Gossip Girl
- en el tercer episodio de la quinta temporada de la serie americana Las Vegas
- en la película mexicana La última y nos vamos
- tema intro de un programa sobre contingencia económica chileno Los Parisi
- en el vídeo de seguridad de la Aerolínea Air New Zealand
- en un anuncio comercial de General Motors de Argentina de 2012 promocionando la Chevrolet Spin. Aquí se usa la versión de The Kooks.

## Otras versiones
- The Kooks[9]
- James Blunt[10]